# 堺 北花田阪急
堺 北花田阪急（さかい きたはなだはんきゅう）は、かつて大阪府堺市北区にあった阪急阪神百貨店運営の百貨店。イオンモール堺北花田の核店舗でもあった。

## 沿革
- 2004年（平成16年）10月28日 - 開業。
- 2016年（平成28年）7月27日 - 「周辺の競合環境が大きく変化し、営業を継続していくことは困難」として2017年7月末での撤退を表明。
- 2017年（平成29年）7月31日 - 閉店。

## フロア
- 1階　阪急デイリーマートとデパチカグルメ・スイーツのフロア
- 2階　レディースファッションと服飾雑貨のフロア
- 3階　メンズファッション・キッズワールドと生活雑貨のフロア

## 売上高
- 101億2300万円（2013年度）[1]